# Чабраји
Чабраји (хрв. Čabraji) су насељено место у саставу града Крижевци, Копривничко-крижевачка жупанија, Хрватска.

## Историја
До територијалне реорганизације у Хрватској били су у саставу старе општине Крижевци.

## Становништво
У попису становништва из 2011. године, Чабраји су имали 153 становника.
| Број становника према пописима | Број становника према пописима | Број становника према пописима | Број становника према пописима | Број становника према пописима | Број становника према пописима | Број становника према пописима | Број становника према пописима | Број становника према пописима | Број становника према пописима | Број становника према пописима | Број становника према пописима | Број становника према пописима | Број становника према пописима | Број становника према пописима | Број становника према пописима |
| ------------------------------ | ------------------------------ | ------------------------------ | ------------------------------ | ------------------------------ | ------------------------------ | ------------------------------ | ------------------------------ | ------------------------------ | ------------------------------ | ------------------------------ | ------------------------------ | ------------------------------ | ------------------------------ | ------------------------------ | ------------------------------ |
| 1857                           | 1869                           | 1880                           | 1890                           | 1900                           | 1910                           | 1921                           | 1931                           | 1948                           | 1953                           | 1961                           | 1971                           | 1981                           | 1991                           | 2001                           | 2011                           |
| 0                              | 0                              | 0                              | 121                            | 168                            | 169                            | 178                            | 180                            | 173                            | 184                            | 192                            | 161                            | 128                            | 126                            | 150                            | 153                            |

Напомена: Исказује се од 1869, и то до 1948. у саставу насеља, а од 1953. као насеље. Године 1869. и 1880. подаци су садржани у насељу Војаковац.

### Попис1991.
У попису становништва из 1991. године, Чабраји су имали 126 становника, следећег националног састава:
| Попис 1991.‍  | Попис 1991.‍  | Попис 1991.‍ | Попис 1991.‍ | Попис 1991.‍ |
| ------------ | ------------ | ----------- | ----------- | ----------- |
|              |              |             |             |             |
| Хрвати       | Хрвати       |             | 86          | 68,25%      |
| Срби         | Срби         |             | 27          | 21,42%      |
| Југословени  | Југословени  |             | 8           | 6,34%       |
| непоредељени | непоредељени |             | 4           | 3,17%       |
| непознато    | непознато    |             | 1           | 0,79%       |
| укупно: 126  |              |             |             |             |

### Попис1910.
| Чабраји                                              | Чабраји                                                       |
| ---------------------------------------------------- | ------------------------------------------------------------- |
| језик                                                | вера                                                          |
| укупно: 169 Српски 136 (80,47%) Хрватски 33 (19,52%) | укупно: 169 Православци 136 (80,47%) Римокатолици 33 (19,52%) |